# Brygada Piechoty Leopolda von Trauttenberga
Brygada Piechoty Leopolda von Trauttenberga – jedna z dwupułkowych brygad w strukturze organizacyjnej wojska austriackiego w czasie wojny polsko-austriackiej w 1809.
Jej dowódcą był gen. Leopold von Trauttenberg (1761–1814). Wchodziła w skład Dywizji Piechoty Ludwiga Ferdinanda von Mondeta.

## Skład w 1809
- 24 Pułk Piechoty - Strauch (3 bataliony)
- 63 Pułk Piechoty - Theodor Baillet de Latour (3 bataliony)
- Bateria artylerii pieszej